# 半棒術
半棒術，日本傳統武術之一，為棒術或杖術的一種。棒術使用的棍棒長六尺，而半棒術使用長三尺（約90公分）的棍棒，因此得名。在明治年間之後，又被稱為杖術，或半杖術。

## 概論
日本棒術一般使用六尺棒（長度約180公分），所謂的半棒，一般來說，是指三尺棒，長度三尺（約90公分）或三尺半。但因為各流派對於半棒的定義不同，其長度也有變化，也有將四尺棒或五尺棒，稱為半棒的，其長度與式樣沒有統一規定。半棒術有時也會被稱直接稱為棒術，或杖術，不做特意區分。
半棒常使用乳切木製成，因此也有乳切木術的稱號。在半棒的前端，可能會裝上銅頭，或是分銅鎖等，以增加殺傷力，如契木術使用的半棒就是這個類型。
半棒在江戶時代出現，當時的官差（捕方）常攜帶較短的四尺棒或三尺棒作為捕具，來執行任務，抓捕犯人。商店街的町人在打鬥或自衛時，也經常使用這類武器。半棒術的手法，來自於傳統的棒術、杖術，或是薙刀術。在明治時代，首次出現獨立的流派。

## 流派區分
專門流派
- 内田流短杖術：明治時代，由神道夢想流杖術，分支獨立而成的流派。

傳統棒術、杖術流派的一部份
- 九鬼神流半棒術：附屬在九鬼神流棒術下的半棒技巧，後進入高木流柔術、心月無想柳流柔術。
- 竹生島流半棒術：附屬在竹生島流棒術下的一部份。
- 無邊要眼流半棒術：附屬在無邊要眼流棒術下的一部份，後進入緒賞流柔術。
- 今枝新流短杖：附屬在今枝新流杖術下的一部份。
- 楊心流半棒術：原來附屬在熊本藩楊心流薙刀術的一部份，後來薙刀術部分絕傳，現在熊本只傳下半棒術。